# جواهردشت
جواهردشت (به گیلکی: جؤردشت) از روستاهای ییلاقی شهرستان رودسر از توابع دهستان سیاهکلرود بخش چابکسر، واقع در استان گیلان است.
جواهردشت در ارتفاع نسبی ۲۰۰۰ متری از سطح دریای کاسپین واقع شده و در زمستان به دلیل بارش سنگین برف خالی از سکنه است. در جبهه جنوبی جواهردشت بلندترین قله استان گیلان، سماموس با ارتفاع ۳۶۷۸ متر از سطح دریا واقع شده‌است. قابل ذکر است آب زلال و همیشه سرد، سفید آب رحیم آباد که جهت آب آشامیدنی بخش‌های مرکزی و دیگر بخشهای شهرستان رودسر استفاده می‌شود از قله‌های سماموس سرچشمه می‌گیرد.
همه ساله در اواسط مردادماه در جواهردشت جشنواره ورزش‌های بومی و محلی برگزار می‌شود. در 46 کیلومتری شهرستان رودسر و 26 کیلومتری سیاهکلرود، روستای زیبای جواهردشت با مساحت تقریبی 100 هکتار میان ابرها پنهان شده است. جاده پیچ و تاب دار جواهردشت را حدود دو ساعت رانندگی می کنید و یا با جیپ های بسیار قدیمی بدون پلاک که رانندگان آن ها مردم همان جا هستند به سمت روستا می روید و در مسیر از شهرهای کلاچای و چابکسر هم گذر می کنید. همان حوالی آرام آرام ابرها شروع به استتار کردن این عروس زیبا می کنند؛ اما خسته نمی‌شوید، ادامه می دهید و به روستا می رسید.
روستا در ارتفاع 2000 متری از سطح دریا قرار دارد و در بخشِ شمالی بلندترین قله استان گیلان یعنی قله سُماموس جا خوش کرده است. معمولاً مردمی که در رودسر، چابکسر، سیاهکلرود و روستاهای اطراف جواهردشت زندگی می کنند در ماه های گرم سال که هوا گرم و خشک است کوچ می کنند و در جواهردشت روزهای گرم تابستان را می گذرانند. بد نیست بدانید که وقتی هوا رو به سردی می رود این منطقه به خاطر بارش برف و سرمای شدید خالی از سکنه می شود. ساکنان روستا عقیده دارند که قدمت روستا حدود 800 سال است؛ اما طبق گفته برخی افراد با توجه به آثار پیدا شده در روستا و سبک معماری آن شکل‌گیری روستا به بعد از شکل گیری دیلمان و اِشکوَر یعنی حدود 400 الی500 سال پیش بر می گردد. 
جواهردشت طبیعتی بکر، دشت‌هایی وسیع و سرسبز، چشمه‌سارهای زیاد، هوای پاک و سالم و سکوت وصف‌ناپذیری را برایتان به ارمغان دارد. بهتر است هنگام طبیعت‌گردی طوری رفتار کنیم که اثری از ما در محیط نماند و بکر بودن منطقه به خطر نیفتد.
از سیاهکلرود تا جواهردشت طبعیت؛ مناظر متنوعی در اختیارتان می‌گذارد. ابتدای راه با عبور از میانه جنگل آغاز می‌شود و رودخانه سجیدان شما را همراهی می‌کند. تپه‌ها و دره‌ها مناظر دل‌انگیزی به وجود آورده‌اند. ارتفاع مسیر داپم در حال تغییر است.
پس از گذر از جنگل مراتع شروع می‌شود. در سبزه‌زارهای جواهردشت گاوها و گوسفندان و اسب‌ها را در حال چرا می‌بینید. این پهنه‌های وسیع را ناصره دشت و لووه سر می‌نامند. پوشش گیاهی غالب اینجا گیاه میش‌گوش است که گل آن مصارف دارویی دارد.
گل گاوزبان و گل‌های رنگارنگ دیگر نیز دشت‌ها را رنگین کرده‌اند. اهالی زمین‌های مناسب کشت را معمولاً زیر کشت سیب زمینی می‌برند. حصارکشی این زمین‌ها جلوه زیبایی به جواهردشت داده است. حصارهایی از چوب، سیم خاردار و دیوارهای سنگی که حد و مرز همسایگی را مشخص می‌کند و مانعی برای ورود گله‌ها ست. درست این است که ما هم در همجواری با طبیعت حواسمان به حیات وحش باشد.
قهوه خانه‌های بین راهی مکانی مناسب برای خوردن چای و استراحت است. معمولاً رانندگان کنار یکی از آنها توقف می‌کنند.
درست قبل از ورود به روستا؛ بقعه امامزاده نقره عباس در دشتی زیبا پدیدار می‌شود. از کنار امامزاده؛ جواهردشت و خانه‌هایی که روز به روز در حال افزایش‌اند دیده می‌شود.
چنانچه هوا صاف باشد از جواهردشت می‌توانید جلگه و خط طولانی ساحلی و دریای پهناور کاسپین را ببینید.
از خاندان های قدیمی جواهردشت میتوان به خاندان جواهردشتی ، خاندان لزرجانی ، خاندان جوادزاده سیاهکلرودی و خاندان امینی  سیاهکلرودی نام برد که از دیرباز در فصل های بهار و تابستان ، از سیاهکلرود به قصد ییلاق جواهردشت کوچ می کردند . 
از مشاهیر جواهردشت میتوان به محمدحسین خان جواهردشتی نام برد که در بنای اولیه جاده جواهردشت نقش به سزایی داشت .

## نگارخانه

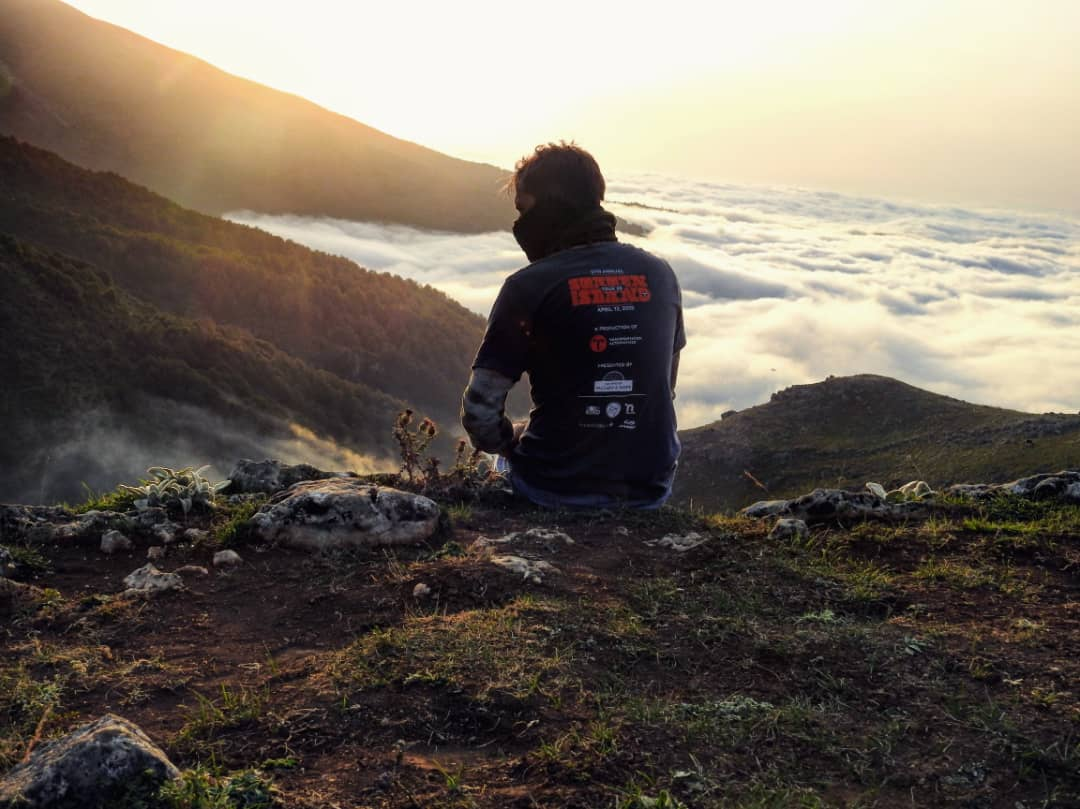
بیخیال دنیا

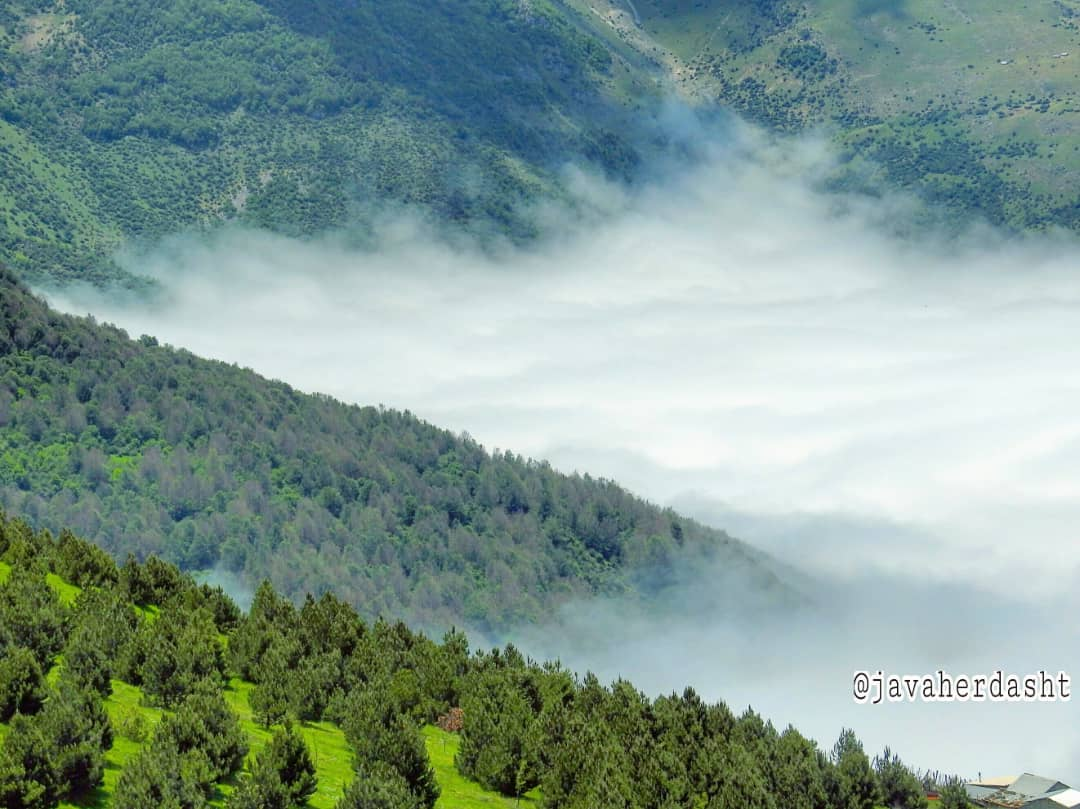
javaherdasht

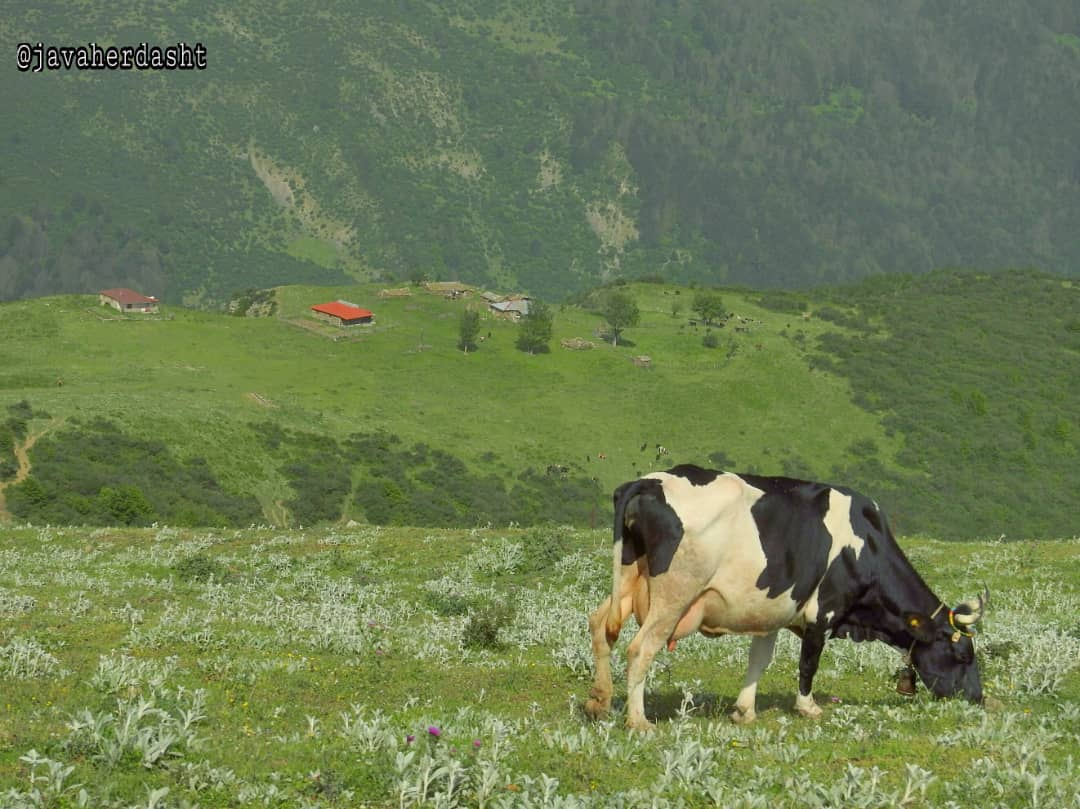
جواهردشت عروس گیلان

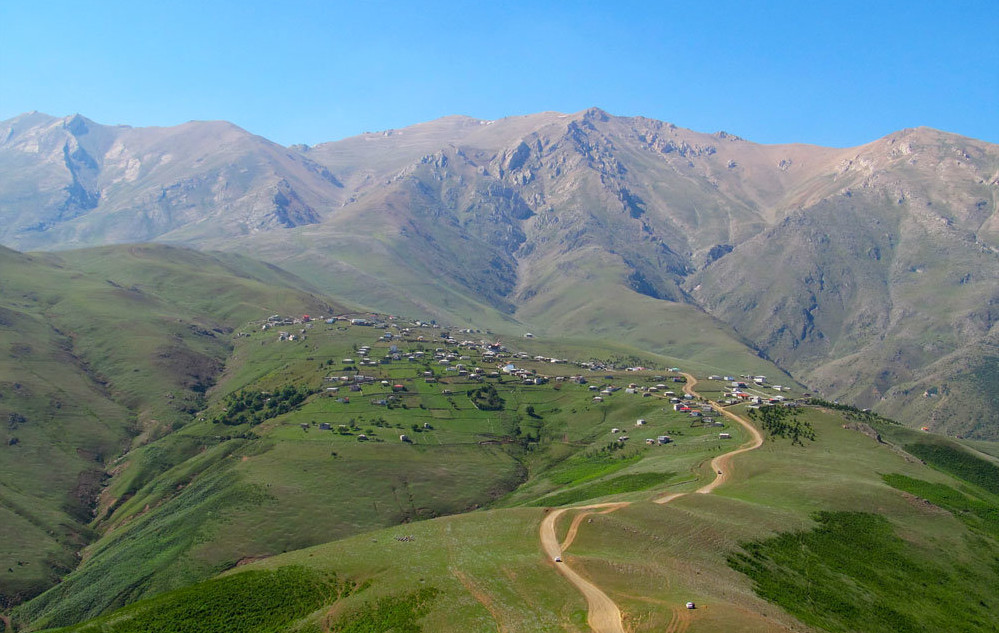
جواهردشت
نمایی از جواهردشت
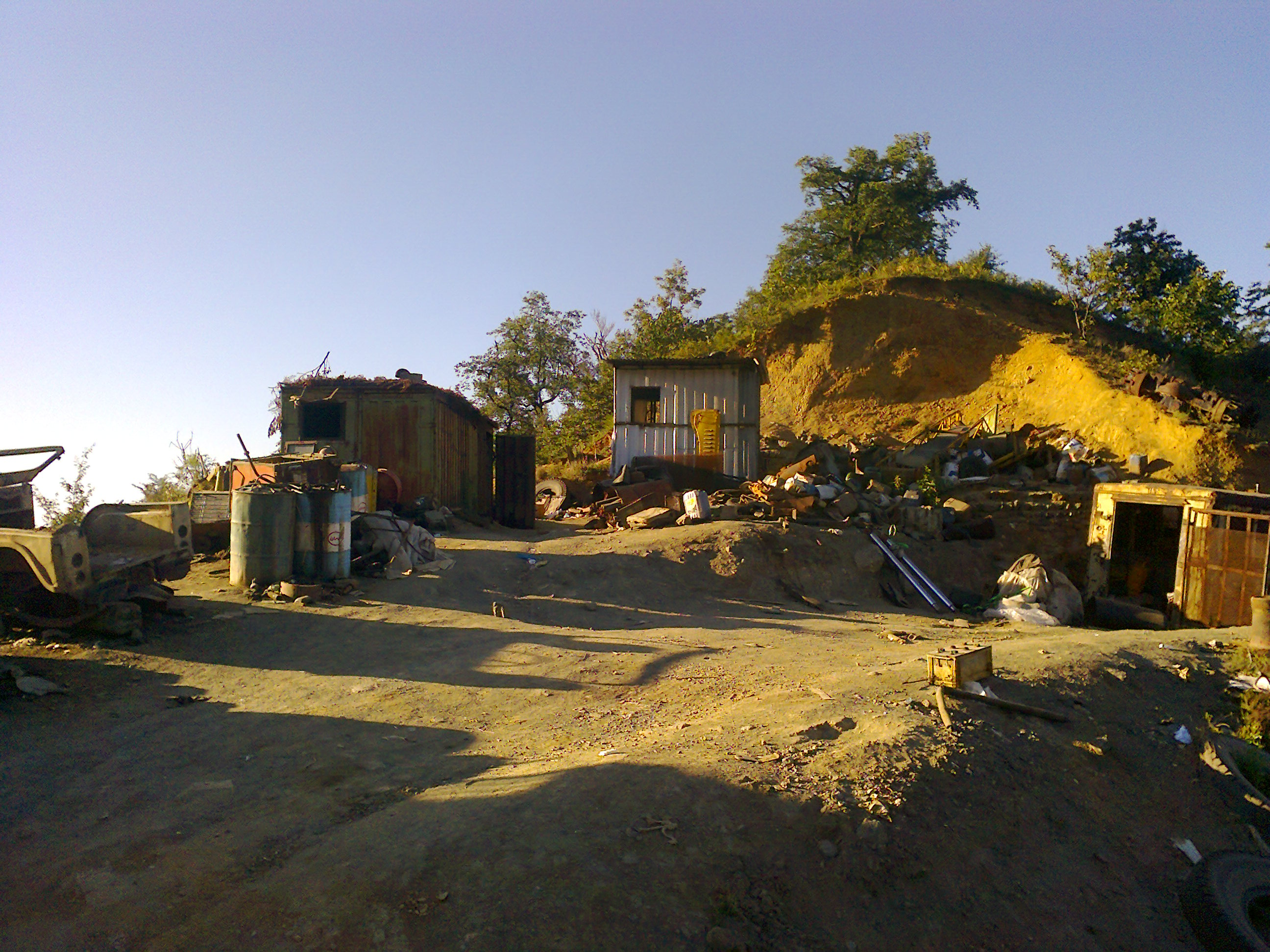
معدن کاوی در جاده جواهردشت
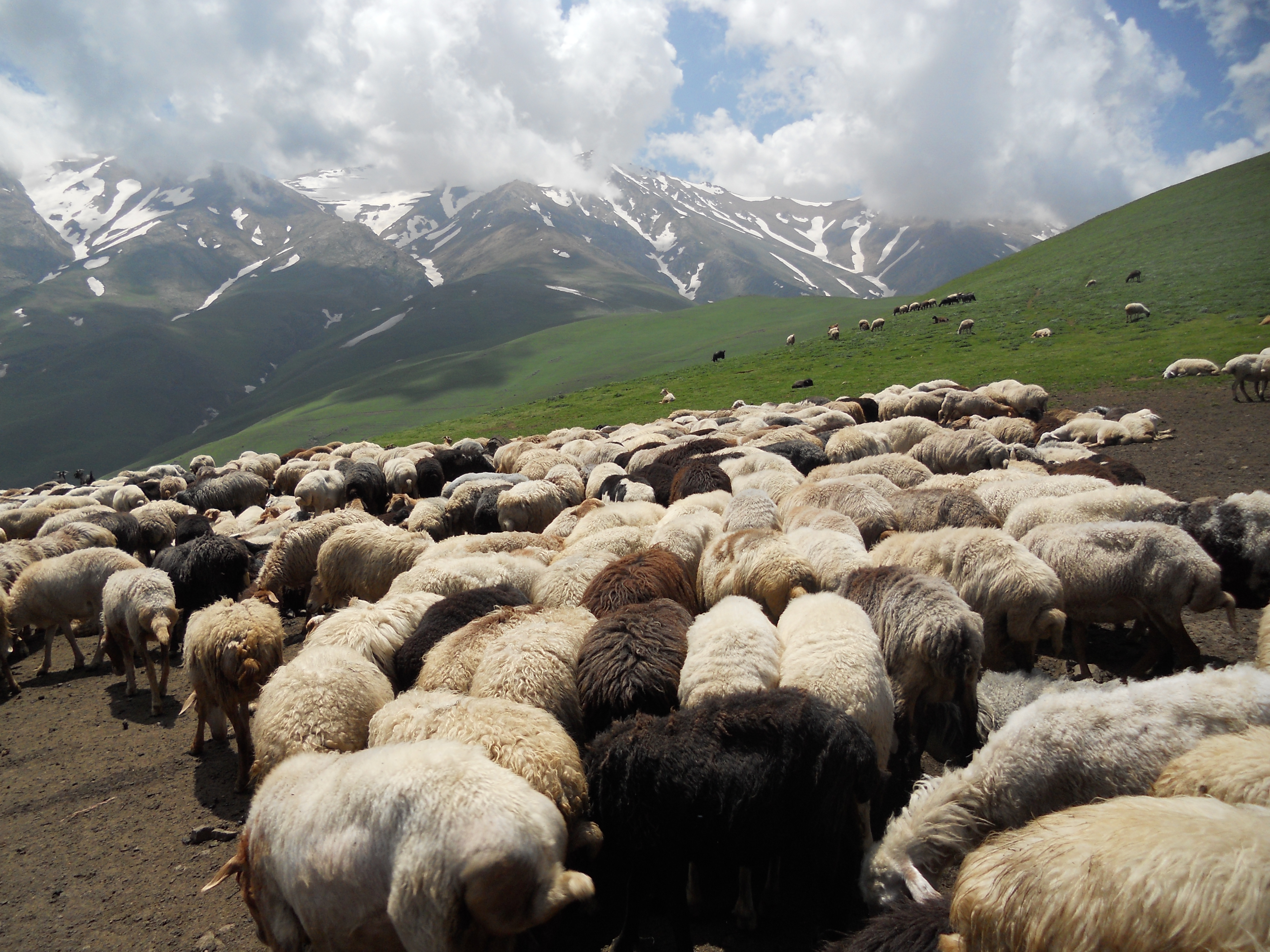
بهار جواهردشت
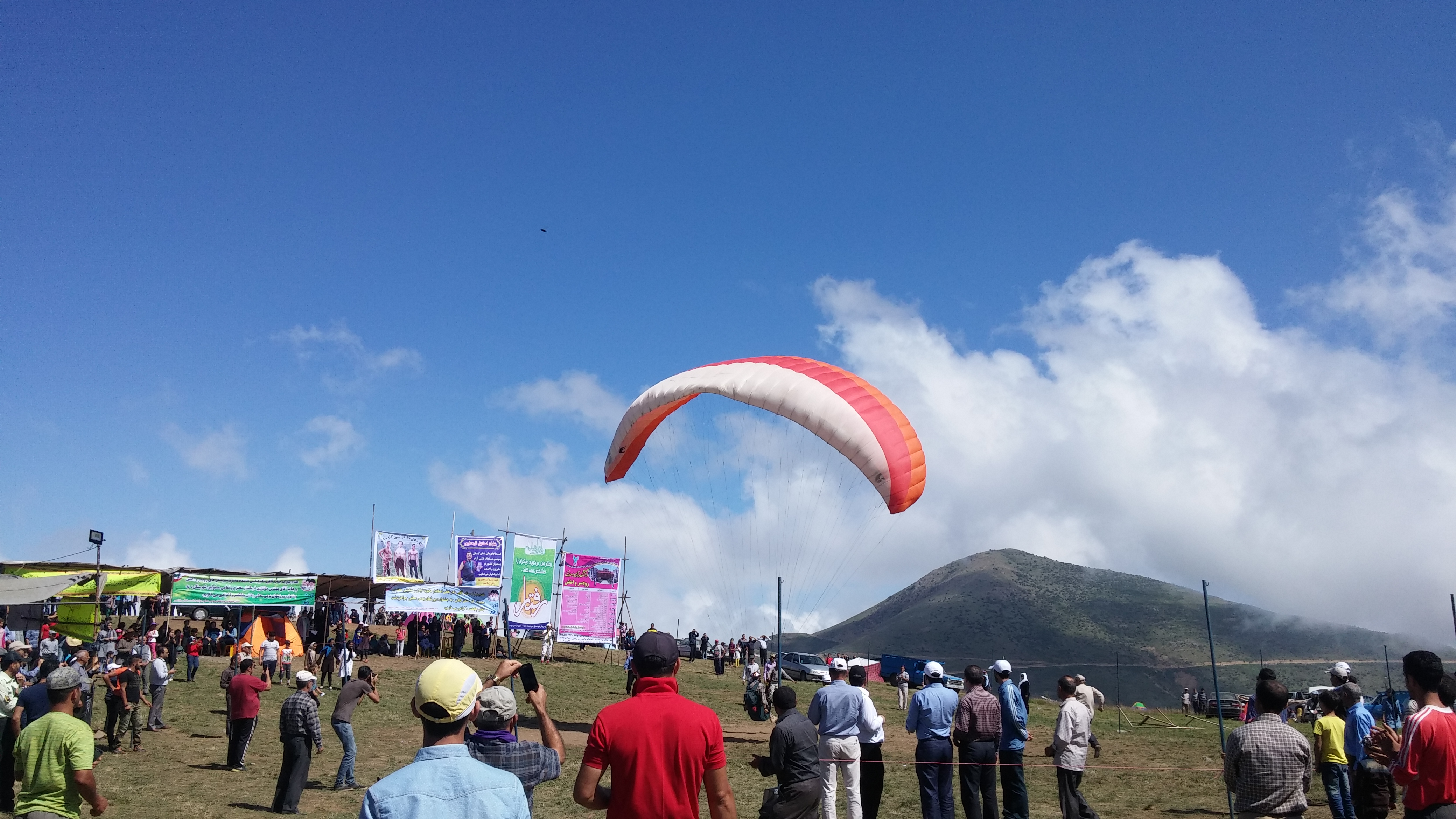
جشنواره تابستان جواهردشت
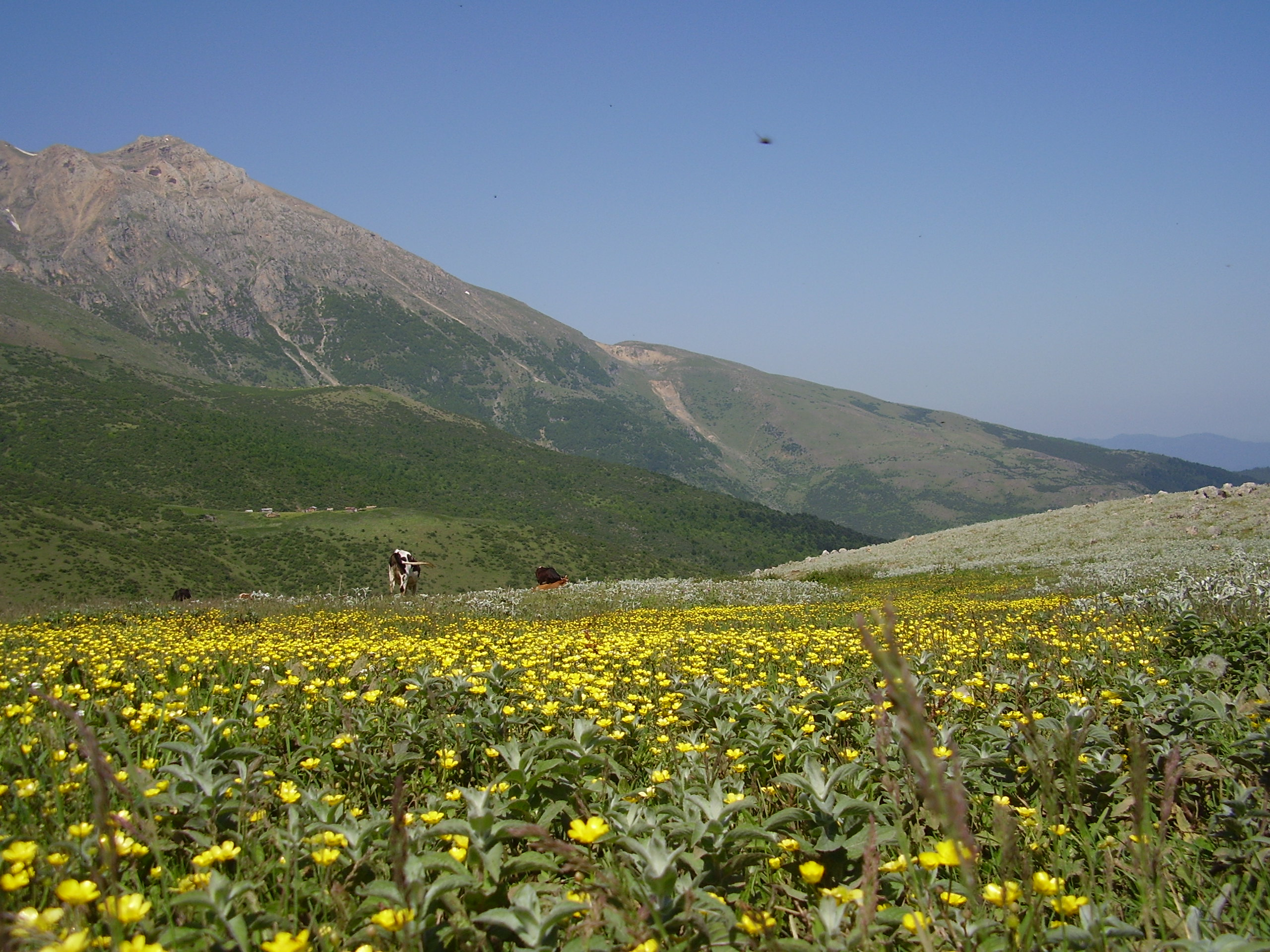
طبيعت بکر جواهردشت
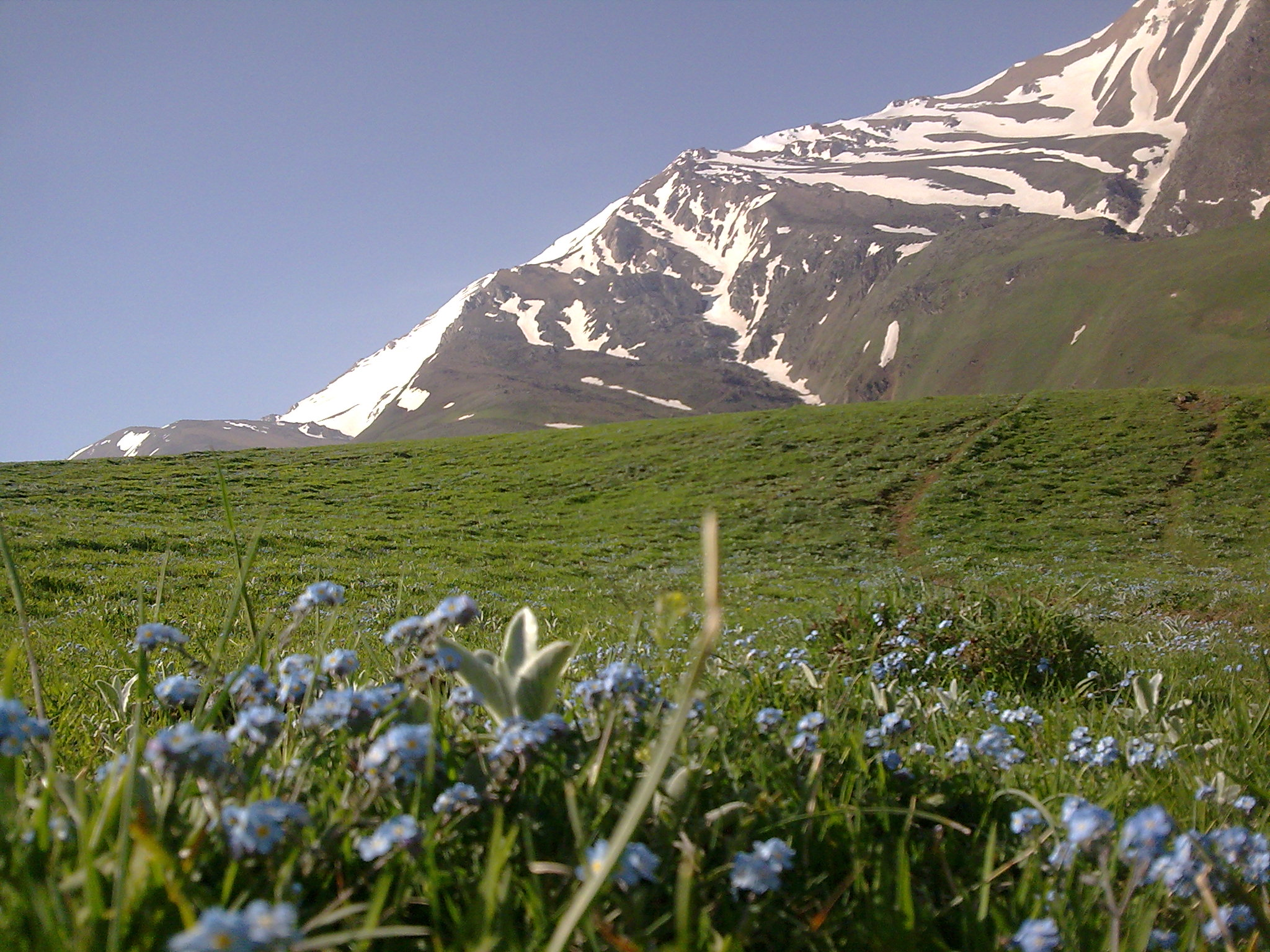
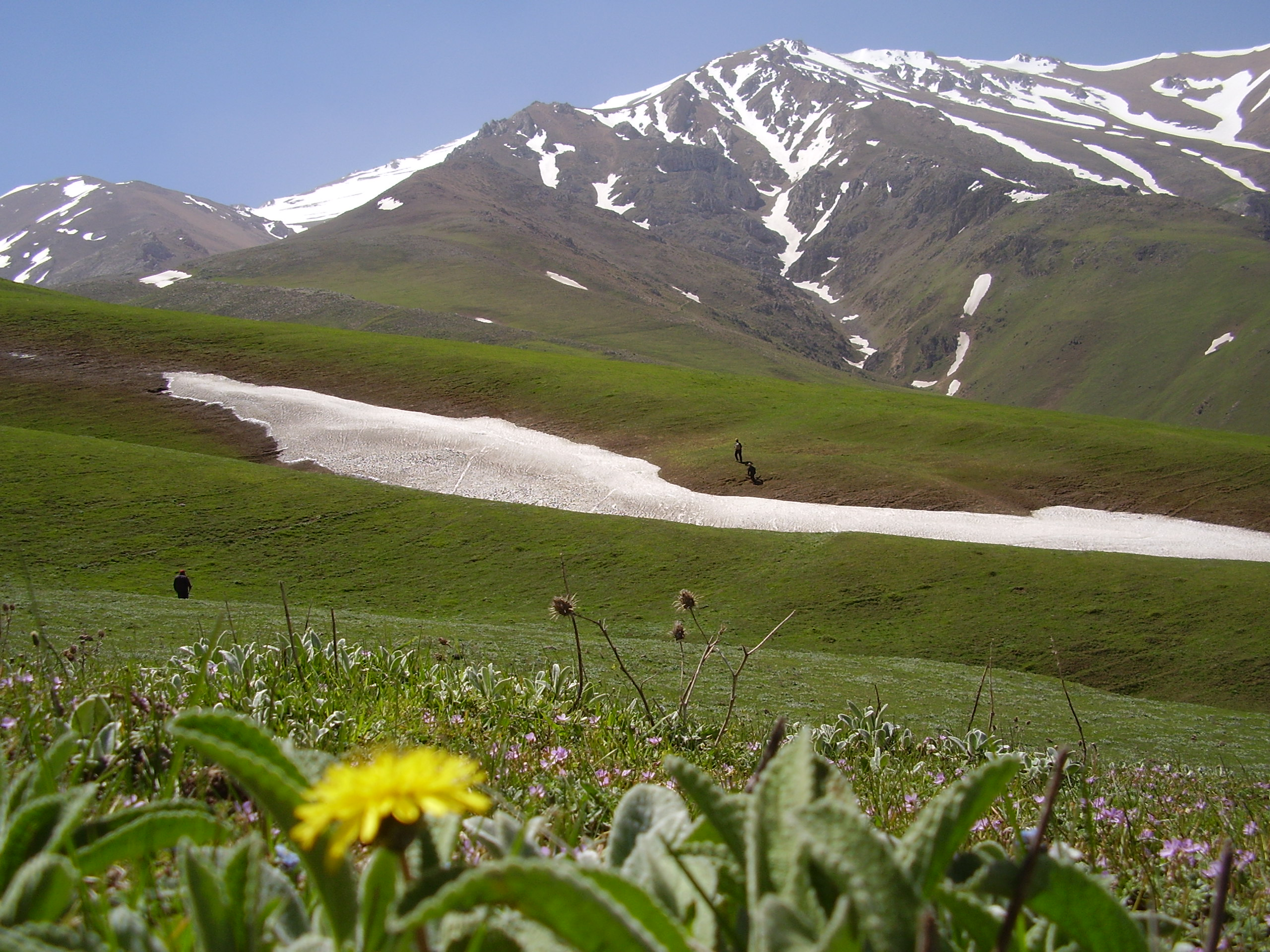
طبيعت بکر جواهردشت